# Brdská vrchovina
Koordinaten: 49° 45′ 0″ N, 13° 45′ 0″ O

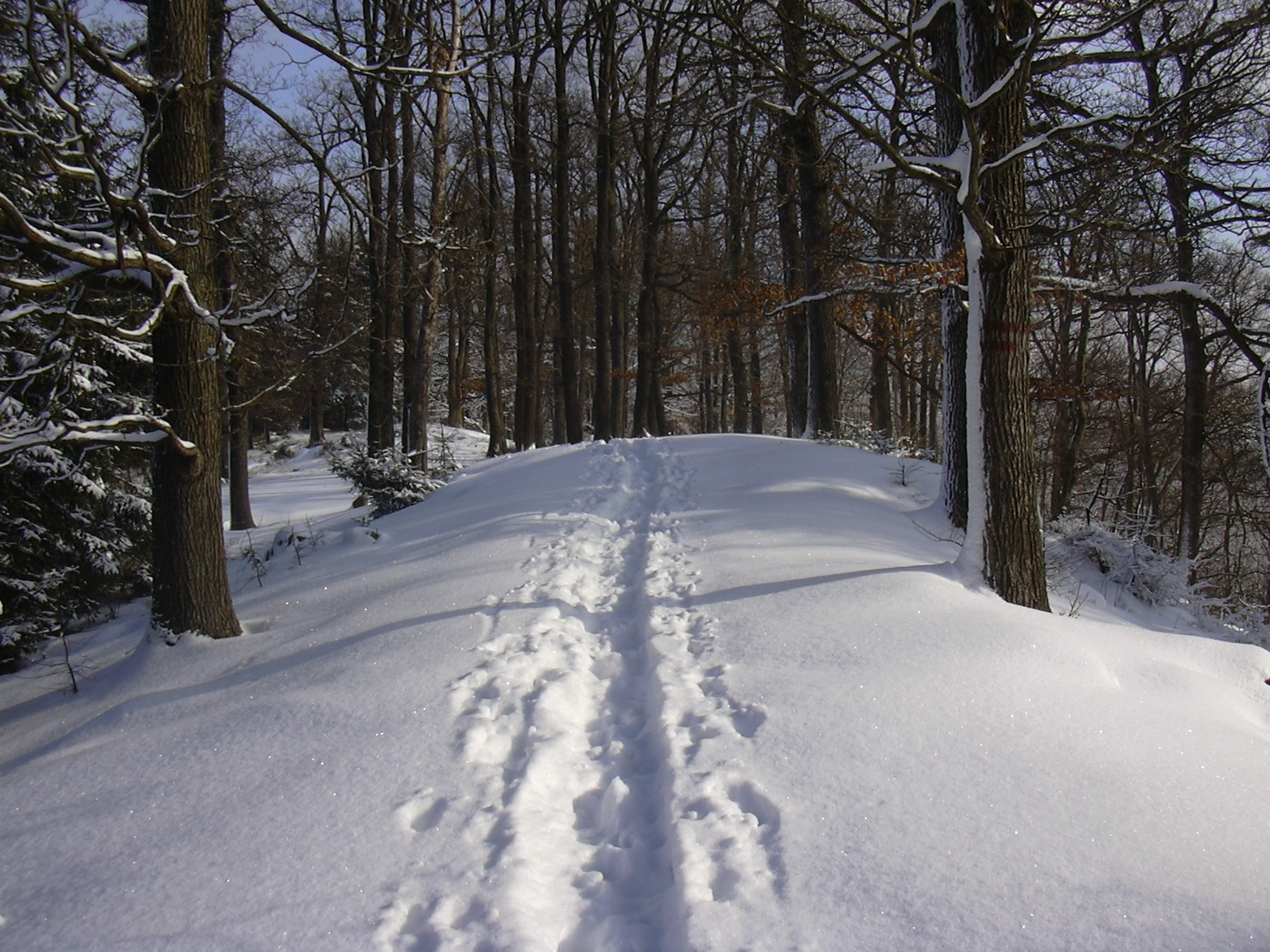
Brdy, Naturschutzgebiet Kuchyňka

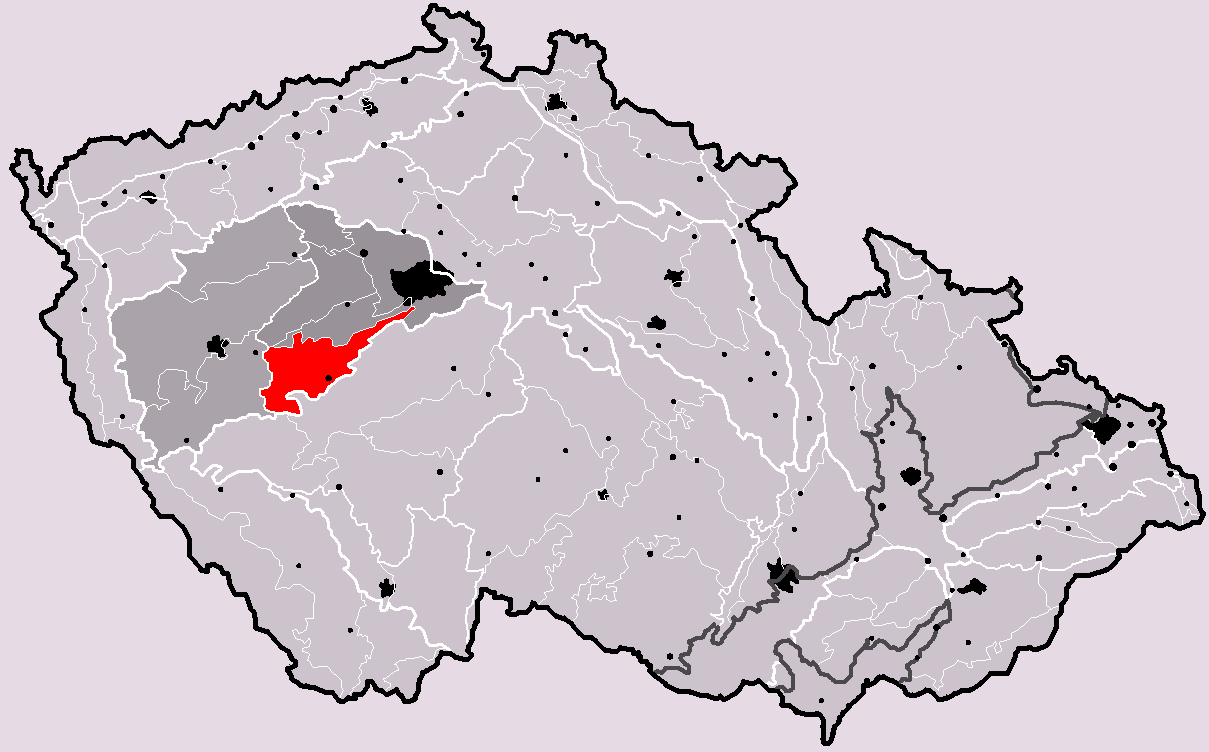
Brdská vrchovina innerhalb der
Geomorphologischen Einteilung Tschechiens

Die Brdská vrchovina (deutsch Mittelböhmisches Waldgebirge) ist ein Gebirge in Tschechien, im Westen Mittelböhmens. Es erstreckt sich auf 827 km² von Prag nach Westen bis Pilsen. Der höchste Berg ist der Tok (865 m ü. M.), der zugleich der höchste Berg Mittelböhmens ist. Ein großer Teil des Gebirges – vor allem Zentralbrdy – war Teil des Truppenübungsplatzes Brdy, der zum 31. Dezember 2015 aufgelöst wurde. An seiner Stelle ist die Einrichtung eines Landschaftsschutzparks (Chráněná krajinná oblast Brdy) geplant.
Die Brdská vrchovina ist ein Teil der geomorphologischen Einheit Brdská oblast (etwa Brdy-Gebiet).
Das Gebiet wird nach der aktuell gültigen Einteilung untergliedert in 
- Brdy im engeren Sinne (deutsch: Brdywald, Mittelböhmisches Waldgebirge, Hornwald[1]) im Westen
- Hřebeny (deutsch: Kammwald) im Nordosten (bei Zbraslav),
- Příbramská pahorkatina (deutsch: Pribramer Hochland) als südlich beider Höhenzüge gelegenes Vorgebirge.